# Maslo

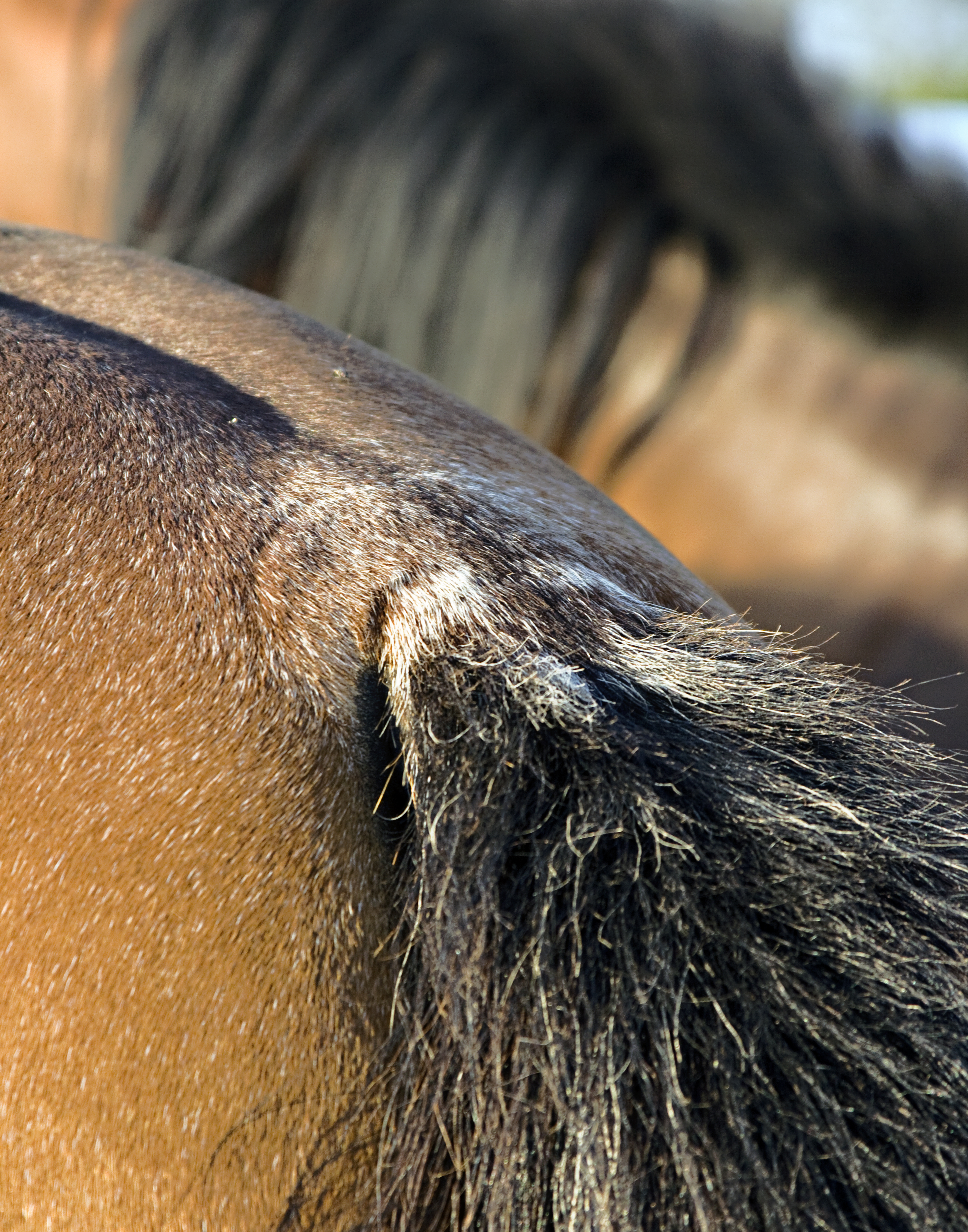
Maslo

Se llama maslo o tronco a la región formada por los huesos coxígeos cubiertos por los tejidos blandos y por la piel poblada de cerdas; es lo que comúnmente se llama origen o principio de la cola de los cuadrúpedos. 
En los caballos finos es mucho más delgado que en los bastos y en todos se calcula y conoce su energía por la resistencia que oponen cuando se les coge para levantarlo. En el ganado vacuno es una de las partes que tientan los abastecedores para graduar el estado de carnes en que se encuentra la res.